# والت وایتمن رستو
والت وایتمن رستو (انگلیسی: Walt Whitman Rostow; زاده ۷ اکتبر ۱۹۱۶ – درگذشته ۱۳ فوریهٔ ۲۰۰۳) سیاست‌مدار اهل ایالات متحده آمریکا و استاد دانشگاه MIT  بود.
وی همچنین برندهٔ جوایزی همچون نشان افتخار آزادی رئیس‌جمهوری و لژیون افتخار شده‌است.